# Gisela Gall
Gisela Gall (* 15. Juni 1940 in Speyer) ist eine deutsche Lehrerin und Mundartdichterin.

## Leben
Gall wurde in Speyer geboren und wuchs in Enkenbach, Ludwigshafen und Speyer auf. Sie war ein Kriegskind und davon gezeichnet, ihr Vater war in der Sowjetunion gefallen. Sie hat einen jüngeren Bruder.   
Gisela Gall besuchte eine Klosterschule und studierte Lehramt an der Pädagogischen Hochschule Landau, heute das Institut für Pädagogik der Universität Koblenz/Landau. Sie hätte aber lieber eine künstlerisch-gestalterische Tätigkeit gelernt. Als Lehrerin fühlte sie sich unwohl und machte daher eine Ausbildung zur pharmazeutisch-technischen Assistentin.
Gall schreibt vor allem Lyrik, größtenteils in Pfälzer Mundart. Sie gewann viele Preise auf pfälzischen Mundartwettbewerben und veröffentlichte ihre Gedichte in Anthologien, Jahrbüchern, Zeitungen und Zeitschriften.
Sie lebt in Bad Dürkheim.

## Veröffentlichungen
- Fer e paar Stunn hell in de Sunn. Arbogast, Otterbach 1998, ISBN 978-3-87022-252-9
- un ausgerechent ich debei. Selbstverlag, Bad Dürkheim 2007, ISBN 9783000218057
- Alla dann. Wellhöfer Verlag, Mannheim 2021, ISBN 978-3-95428-281-4

## Auszeichnungen (Auswahl)
- 2021: Pfälzischer Mundartdichterwettstreit Bockenheim, 1. Preis[3]
- 2020: Mundartwettbewerb Dannstadter Höhe, Preisträgerin, Lyrik[4]
- 2012: Pfälzischer Mundartdichterwettstreit Bockenheim, 1. Preis
- 2006: Mundartwettbewerb Dannstadter Höhe, 3. Preis